# مكشاف مصادم فيرميلاب

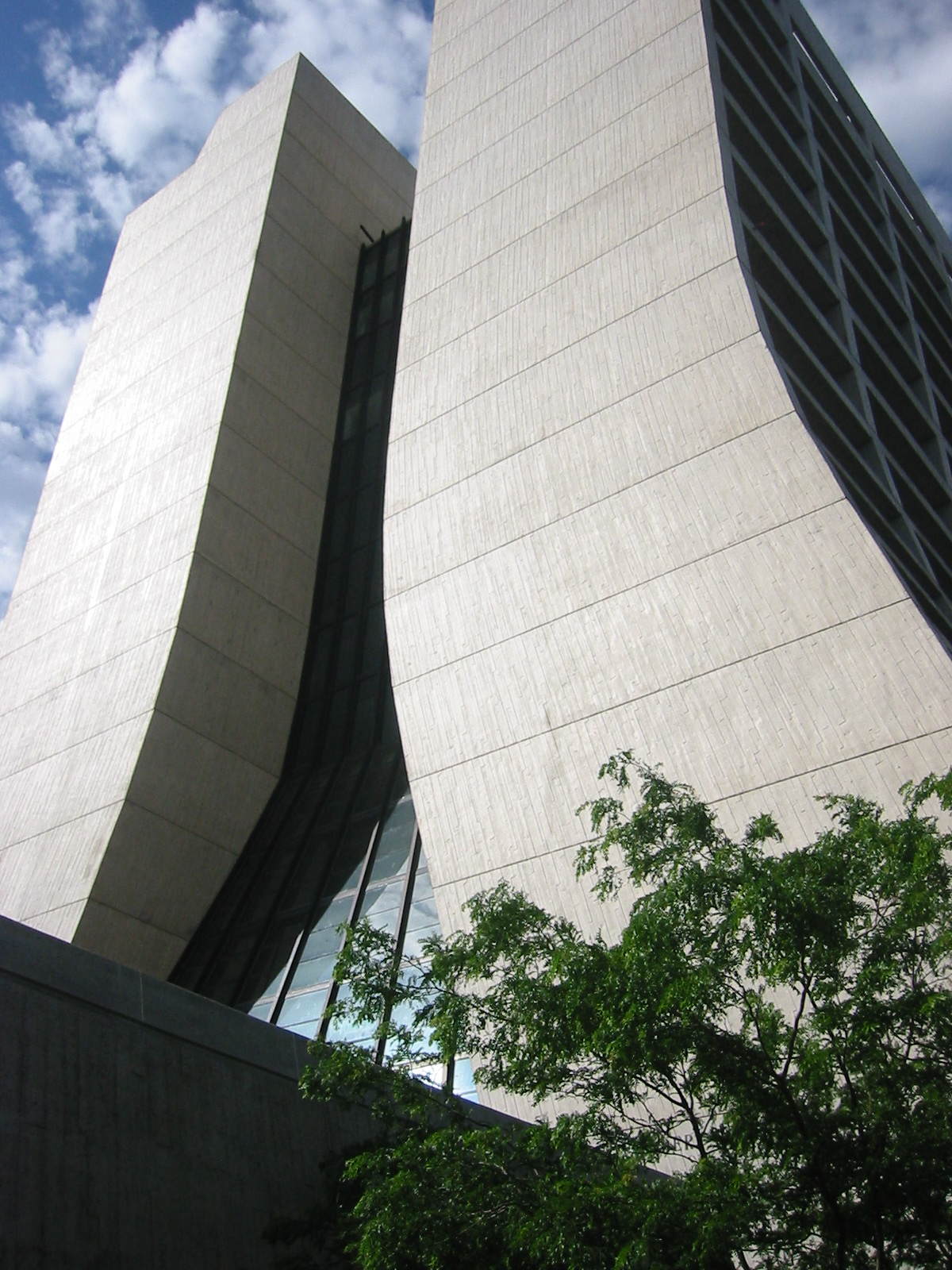
CDF

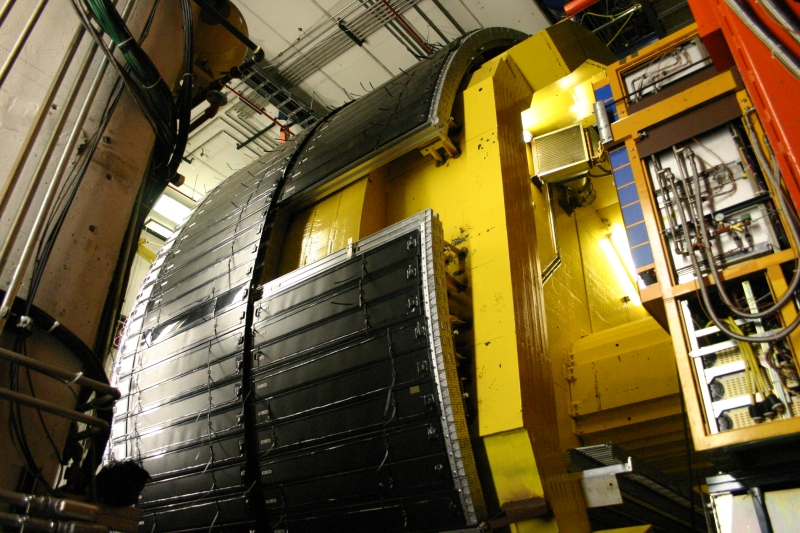
Part of the CDF detector

مكشاف مصادم فيرميلاب أو عداد مصادم مركز أبحات فيرميلاب  في الفيزياء (بالإنجليزية: Collider Detector at Firmilab) هو عداد جسيمات أولية في مركز الأبحاث الأمريكي المنتسب إلى العالم فيرمي وتسمى فيرميلاب أي معمل فيرمي حيث مقطع كلمة لاب هي اختصار لكلمة معمل الإنجليزية laboratory. أنشئ معمل فيرميلاب في شيكاغو وهو يحتوي على معجل كبير للجسيمات الأولية وتختص تجاربه بتعجيل البروتونات وتوجيهها ضد بعضها فتتصادم، وما ينتج عن التصادم من جسيمات أولية يقوم المكشاف أو العداد بتسجيله وفرزها ومعرفة خواصها. ويسمى المعجل لدى فيرميلاب تيفاترون وهو أكبر معجل للجسيمات الأولية في العالم قبل إتمام إنشاء مصادم الهدرونات الكبير الذي قامت المنظمة الأوروبية للأبحاث النووية ببنائه بالقرب من جينيف وبدأ عمله الفعلي في عام 2010.
والغرض هو اكتشاف جسيمات أولية جديدة ومعرفة خواصها حيث يتكون منها الكون، ودراسة القوي والتآثر بين الجسيمات الأولية.

## الغرض منه
ومكشاف الجسيمات الأولية الملحق بمصادم فيرميلاب هو عمل مشترك لنحو 600 من علماء الفيزياء من 30 جامعة ومراكز أبحاث أمريكة و 30 مجموعة علماء من الجامعات ومراكز البحوث النووية من مختلف بلدان العالم منها إيطاليا واليابان والمملكة المتحدة وكندا وألمانيا وإسبانيا وروسيا وفنلندا وفرنسا وتيوان وكوريا وسويسرا. ويبلغ وزن كشاف الجسيمات الأولية نحو 5000 طن وهو في شكل مكعب يبلغ طول ضلعه 12 مترا، ويحتوي على أعدادا كبيرة من مختلف العدادات الصغيرة للجسيمات، مرتبة في طبقات من الداخل إلى الخارج، تسمح بقياس كتلة وشحنة وسرعة كل جسيم يمر خلالها.
ومن المهام الخاصة لهذا المكشاف هو اكتشاف الأحداث الغريبة التي تحدث نتيجة تآثر الجسيمات مع بعضها البعض. وبصفة خاصة تلك الأحداث النادرة الحدوث حيث يستطيع المكشاف اكتشاف حدث مهم من بين بليونات الأحداث التي تنتج عن تصادم الجسيمات المعجلة. كما يبتغي الفيزيائيون :
- اختبار نظرية النموذج العياري للجسيمات الأولية الذي صاغه الفيزيائيون النظريون

- قياس ودراسة إنتاج وتحلل الجسيمات الأولية الثقيلة مثل كوارك علوي وكوارك سفلي، وكذلك بوزون W وبوزون Z

- قياس ودراسة إنتاج نفاثات الجسيمات ذات الطاقة العالية particle jets والفوتونات

- دراسة ظاهرة الحيود للجسيمات.

- البحث عن وجود جسيمات أولية لا نعرفها.

- إنتاج نقيض البروتون

في معجل التيفاترون تسرع البروتونات ونقيض البروتونات بطاقة تبلغ 2 تيرا إلكترون فولت، أي 2 مليون مليون إلكترون فولت. وتمكن تلك الطاقة العظيمة من إنتاج جسيمات أولية ثقيلة مثل كوارك علوي وبوزون W وبوزون Z، التي تفوق كتلتها كل منهما كتلة البروتون أو نقيض البروتون. وتكتشف تلك الجسيمات عن طريق دراسة تحللها الخاص بها. ويقوم مكشاف الجسيمات بتسجيل مسارات وطاقة والإلكترونات والفوتونات والهدرونات الخفيفة مثل الكواركات.
وقد يكون لجسيمات أولية تتنبأ بوجودها النظريات بصمات في هيئة طاقات كمومية، وتختص بعض أعمال الباحثين بدراستها.
كما توجد تجربة أخرى تماثل مكشاف مصادم فيرميلاب وتسمى تجربة دي زيرو D0 experiment، وتقع في نقطة أخرى على دائرة معجل التيفاترون.

## تصميم المكشاف
لكي يستطيع الفيزيائيون فهم البيانات التي يحصلون عليها كنتائج مصادمة البروتون بنقيض الروتون، فلا بد لهم أولا من فهم طريقة عمل المكشاف.فكل جزء من أجزاء المكشاف يعين خاصية من خواص النواتج. ويوجد المكشاف عاليا في الموقع B0 على دائرة المعجل الدائري تيفاترون ويبلغ وزن المكشاف 5000 طن، وهو يقوم بتحليل ملايين الاصتدامات الحادثة بين فيض البروتونات وفيض نقيض البروتون.

ويتكون تصميم المكشاف من عدة طبقات. وكل طبقة تعمل لحظيا مع باقي الطبقات حيث تسجل كل منها ما يمر فيها من جسيمات، وذلك بحيث يستطيع الفيزيائيون «رؤية» ودراسة كل جسيم أولي على حده.
والمكشاف مقسم إلى عدة طبقات، كالآتي من الداخل إلى الخارج:
- الطبقة 1 : أنبوب فيض البروتونات حيث تصتدم بافيض نقيض الروتونات

- الطبقة 2 : عدادات سيليكونية

- الطبقة 3 : مقياس المسارات المركزي الخارجي

- الطبقة 4 : لولب المغناطيس

- الطبقة 5 : مقياسات حرارة للأشعة الكهرومغناطيسية

- الطبقة 6 : مقياسات حرارة الهدرونات

- الطبقة 7 : مقياسات الميون

## أهم النتائج
من أهم نتائج تجربة مكشاف مصادم فيرميلاب اكتشاف جسيمات الكواركات العلوية في عام 1994.
 (واكتشافه لحظيا أيضا في المكشاف D0) وتعيين خواصها الفيزيائية، وكذلك قياس تردد رنين المادة ونقيض المادة لجسيمات بي-ميزونات Bs-Mesonen.
.